# Rhodosciadium glaucum
Rhodosciadium glaucum är en flockblommig växtart som beskrevs av John Merle Coulter och Joseph Nelson Rose. Rhodosciadium glaucum ingår i släktet Rhodosciadium och familjen flockblommiga växter. Inga underarter finns listade i Catalogue of Life.